# Chloé (téléfilm, 1996)
Pour les articles homonymes, voir Chloé.
Chloé est un téléfilm franco-belge de Dennis Berry réalisé en 1996.

## Synopsis
Chloé, une jeune lycéenne de 16 ans, est désespérée : ses rapports avec sa mère sont exécrables, et Ahmed dont elle est amoureuse ne fait pas attention à elle. Alors qu'elle traine le soir, comme à son habitude, dans les rues tristes de la ville, elle trouve sur un banc le sac de Katia. Elle se rend à l'adresse trouvée sur une pochette d'allumettes, et observe Katia qui danse seule... Une amitié va naitre peu à peu entre elles.  
Mais Chloé, qui est toujours en errance, rencontre Jean-Michel, jeune homme louche et charmeur, qui va l'entraîner dans la prostitution...

## Fiche technique
- Scénario : Dennis Berry et Christine Miller
- Images : Gilles Arnaud
- Son : Alain Sironval
- Musique : Stéphane Vilar. Musique additionnelle : "C'est si bon" d'Henri Betti (1947).
- Décors : Eddy Luyckx
- Costumes : Catherine Boisgontier et Leïla Mohamed
- Montage : Arnaud Petit
- Durée : 111 minutes
- Production : France 2 et Le Bureau
- Producteurs : Hélène Vager et Franck Vager
- Société de Distribution : LCJ Éditions et Productions

## Distribution
- Marion Cotillard : Chloé
- Anna Karina : Katia
- Jean-Claude Adelin : Jean-Michel
- Jean-Marie Gelon : Le PDG
- Nozha Khouadra : Elsa
- Arache Mansour : Ahmed
- Elisabeth Von Buxhoeveden : Juliette
- Caroline Pévée : Séverine
- Olivier Polgen : Thomas
- Anne Deleuze : la mère de Chloé
- Frédéric Maltesse : un client